# Jacques De Weerdt
Jacques De Weerdt né à Malines le 31 mars 1867 et décédé à Boechout le 9 mars 1942 est un architecte belge de style Art nouveau actif principalement à Anvers.

## Carrière
Après avoir terminé ses études à l'Académie de Malines en 1880, Jacques De Weerdt travaille comme dessinateur à la SNCB. Il construit sa propre maison dans le style néo-Renaissance flamand (Arthur Sterckstraat, 10 à Anvers) en 1897.
Jacques De Weerdt est actif comme architecte à Anvers en 1904 à un moment où l'Art nouveau est déjà bien implanté à Anvers. Lui-même est alors âgé de 37 ans. Il n'utilise pas ses collègues architectes locaux comme exemple mais tire sa principale source d'inspiration dans l'Art nouveau bruxellois floral dont Victor Horta était la référence. L'influence de Gustave Strauven est aussi manifeste dans plusieurs de ces œuvres dont la maison Quinten Matsys réalisée en 1904. Il fut très actif à Anvers pendant la dizaine d'années précédant la Première Guerre mondiale.
Il décède en hôpital psychiatrique le 9 mars 1942.

## Principales réalisations
- Maison Quinten Matsys, Cogels-Osylei 80 à Anvers (1904)
- Maison Napoléon, Waterloostraat, 30 à Anvers (1904)
- Ensemble De Mot, Waterloostraat 26-28 à Anvers (1904)
- Maison Verheyen, Waterloostraat, 27 à Anvers (1904)
- Maison Les Mouettes, Waterloostraat, 39 à Anvers (1905)
- Maison Églantine, Zénobe Grammestraat 48 à Anvers (1905)
- Zénobe Grammestraat 50 à Anvers (1905)
- Maison De Graaf, Schorpioenstraat 17 à Anvers (1906)
- Maison Talkowski, Transvaalstraat, 30 (1906)
- Maison 't Daghet in den Oosten, Oostenstraat 28 à Anvers (1906)
- Maison Leys, Oostenstraat 34 à Anvers (1906)
- Maison De Dageraad, Lange Lobroekstraat 14 à Anvers (1907)
- Maison Mousset, Weidestraat 56 à Anvers (1907)
- Maison Citroen-Cahn, Oostenstraat 30 à Anvers (1908)
- Helenalei, 3 et 15 à Anvers (1909)
- De Marbaixstraat 14 à Anvers (1909)
- De Marbaixstraat 4 et 8/10 à Anvers (1910)
- Lange Lobroekstraat 12 à Anvers (1910)
- Sint-Hubertusstraat 129 à Anvers (1910)
- Maison Ceulemans, Markgravelei 143  à Anvers (1911)
- Maison Claessens, Velodroomstraat, 47 à Anvers (1911)
- Stenenbrug, 99 à Anvers (1912)
- Maison Maas, Lemméstraat, 7 à Anvers (1913)

## Source
- (nl)https://inventaris.onroerenderfgoed.be/dibe/persoon/1654 Site des Monuments historiques] de la Région flamande, avec notices individuelles, souvent détaillées, sur chacun des ouvrages de Jacques De Weerdt.